# Why Do You Love Me
«Why Do You Love Me» es el primer sencillo del cuarto disco de la banda Garbage, "Bleed Like Me" y se dio a conocer en febrero de 2005.
Esta canción sirvió como éxito de vuelta de la banda a ambos lados del Atlántico. Fue la primera vez en seis años que la banda tenía una canción en el Top 10 del Reino Unido (puesto 7) y en el Billboard Hot 100 (puesto 94). Es considerado el segundo mayor éxito de la banda en el Reino Unido.
El inesperado éxito de este sencillo hizo que el disco Bleed Like Me fueron un Top 5 en casi todos los países del Mundo.
Como casi todos los sencillo que le sucedieron para este álbum, no se hizo ningún remezcla (aunque es conocida una versión limpia), sino que se le otorgaron varios inéditos como caras B: "Space Can Come Through Anyone", "Nobody Can Win" y la ya conocido versión de los Ramones "I Just Wanna Have Something To Do".

## Posicionamiento
| Año  | Sencillo             | Listas                   | Posición |
| ---- | -------------------- | ------------------------ | -------- |
| 2005 | «Why Do You Love Me» | UK Singles Chart         | #7       |
| 2005 | «Why Do You Love Me» | UK Download Chart        | #22      |
| 2005 | «Why Do You Love Me» | US Billboard Hot 100     | #94      |
| 2005 | «Why Do You Love Me» | US Modern Rock Tracks    | #8       |
| 2005 | «Why Do You Love Me» | Canadian Chart           | #12      |
| 2005 | «Why Do You Love Me» | Australian Singles Chart | #19      |
| 2005 | «Why Do You Love Me» | German Singles Chart     | #63      |
| 2005 | «Why Do You Love Me» | Irish Singles Chart      | #27      |
| 2005 | «Why Do You Love Me» | Scottish Singles Chart   | #4       |
| 2005 | «Why Do You Love Me» | Taiwan Singles Chart     | #10      |

- Datos: Q541915